# ألكسندر تروفيموف
ألكسندر تروفيموف (الروسية: Александр Трофимов) هو ممثل روسي (وحمل سابقاً جنسية الاتحاد السوفيتي)، ولد في 18 مارس 1952 بموسكو في روسيا. من الجوائز التي نالها فنان الشعب الروسي.

## جوائز
- فنان الشعب الروسي

## وصلات خارجية
- ألكسندر تروفيموف على موقع IMDb (الإنجليزية)
- ألكسندر تروفيموف على موقع قاعدة بيانات الفيلم (الإنجليزية)